# Josef Lomský
Josef Lomský (10. června 1894 Štipoklasy – 29. srpna 1981 Praha) byl český kulturní pracovník, novinář, historik, pedagog a knihovník.

## Život a dílo
Absolvoval Jirsíkovo gymnázium v Českých Budějovicích a Filozofickou fakultu Univerzity Karlovy. V letech 1920 až 1939 učil na reálném gymnáziu v Českých Budějovicích, přitom se věnoval osvětové a kulturní činnosti. Působil v různých spolcích (Budivoj, pěvecké sdružení Foerster, Pěvecké sdružení jihočeských učitelů, Vlastivědná společnost jihočeská, Národohospodářský sbor jihočeský). Redigoval měsíčník Jihočeský přehled (1926–1932), noviny Jihočeské listy (1935–1937) a v letech 1938 až 1939 týdeník Jihočeská práce. V roce 1939 byl přeložen do Prahy, kde působil na reálném gymnáziu a kde redigoval časopis Střední škola. V letech 1943 až 1945 působil jako ředitel Heydukova státního reálného gymnázia v Písku. Poté působil jako zemský školní inspektor pro dějepis na gymnáziích (od června 1945 do února 1948). Od roku 1948 pak působil jako vědecký pracovník v Národní knihovně v Praze, kde spolupracoval při sestavování Knihopisu českých a slovenských tisků od doby nejstarší až do konce 18. století a kde pracoval na vytváření bibliografického soupisu a popisu úředních tisků z let 1500 až 1800. Objevil a popsal 8000 bibliografických jednotek Od roku 1952 působil v Knihovně vysokých škol technických v Praze.

## Posmrtné uznání
V Suchém Vrbném je od 1. ledna 1991 po něm pojmenována ulice.